# Deltochilum punctatum
Deltochilum punctatum là một loài bọ cánh cứng trong họ Bọ hung (Scarabaeidae).